# DJ Dado

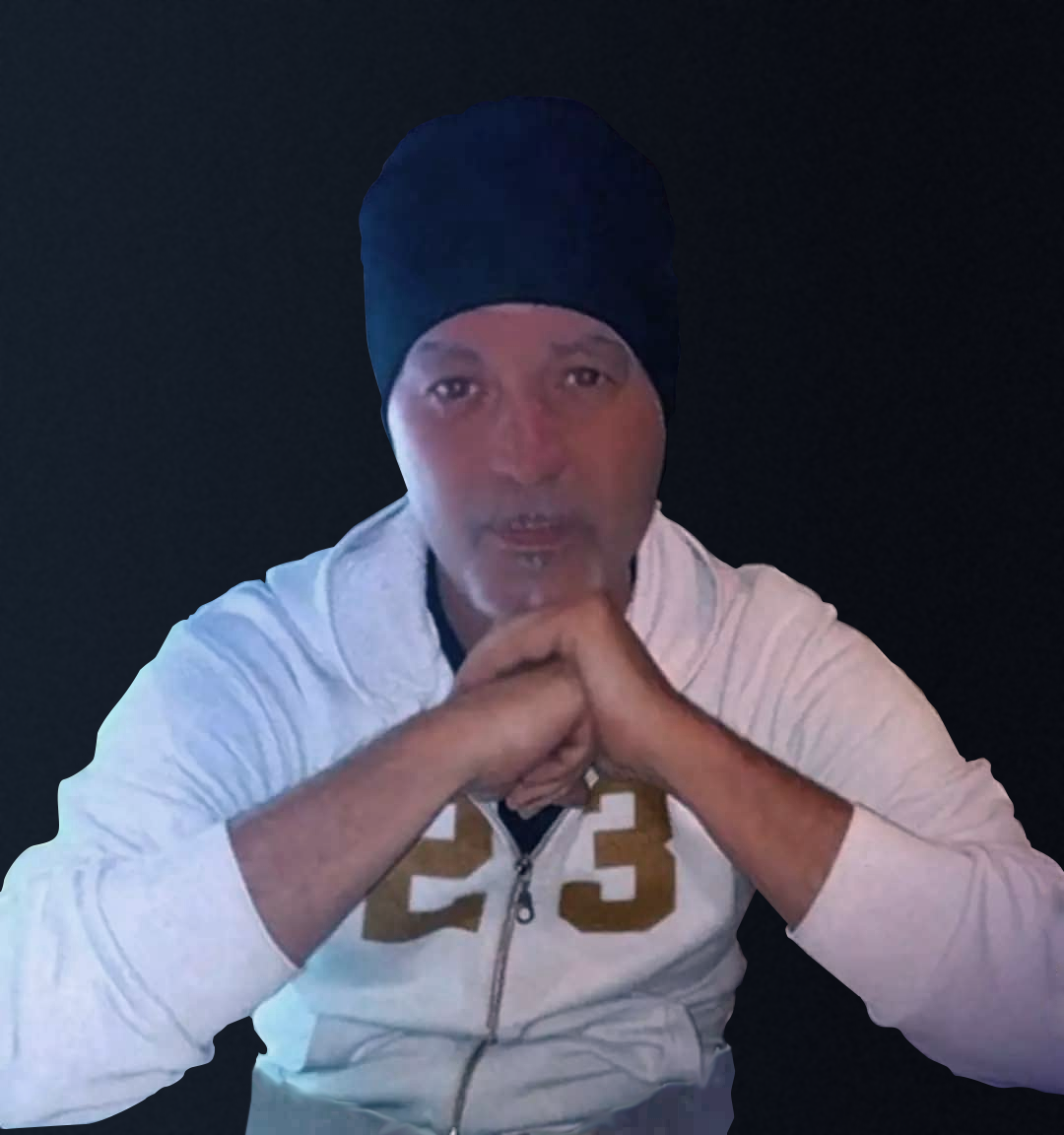
DJ Dado, 2021

DJ Dado (* 6. Januar 1967 in Mailand als Flavio Daddato) ist ein italienischer Discjockey und Musikproduzent, der vor allem durch seine Trance-Version von Mark Snows Titelthema Akte X – Die unheimlichen Fälle des FBI der breiten Öffentlichkeit bekannt wurde. Er ist ein gefragter Discjockey und hauptsächlich in Italien, Deutschland und Belgien unterwegs.

## Diskografie

### Studioalben
| Jahr | Titel     | Höchstplatzierung, Gesamtwochen, AuszeichnungChartplatzierungen (Jahr, Titel, Platzierungen, Wochen, Auszeichnungen, Anmerkungen) | Höchstplatzierung, Gesamtwochen, AuszeichnungChartplatzierungen (Jahr, Titel, Platzierungen, Wochen, Auszeichnungen, Anmerkungen) | Anmerkungen                         |
| Jahr | Titel     | AT | CH | Anmerkungen                         |
| ---- | --------- | --- | --- | ----------------------------------- |
| 1996 | The Album | AT37 (5 Wo.)AT | CH16 (11 Wo.)CH | Erstveröffentlichung: 14. Juni 1996 |

### Kompilationen
- 1996: X-Files
- 1998: Greatest Hits & Future Bits
- 1999: Greatest Themes ’99

### Singles
| Jahr | Titel Album                                | Höchstplatzierung, Gesamtwochen, AuszeichnungChartplatzierungen (Jahr, Titel, Album, Platzierungen, Wochen, Auszeichnungen, Anmerkungen) | Höchstplatzierung, Gesamtwochen, AuszeichnungChartplatzierungen (Jahr, Titel, Album, Platzierungen, Wochen, Auszeichnungen, Anmerkungen) | Höchstplatzierung, Gesamtwochen, AuszeichnungChartplatzierungen (Jahr, Titel, Album, Platzierungen, Wochen, Auszeichnungen, Anmerkungen) | Höchstplatzierung, Gesamtwochen, AuszeichnungChartplatzierungen (Jahr, Titel, Album, Platzierungen, Wochen, Auszeichnungen, Anmerkungen) | Höchstplatzierung, Gesamtwochen, AuszeichnungChartplatzierungen (Jahr, Titel, Album, Platzierungen, Wochen, Auszeichnungen, Anmerkungen) | Anmerkungen                                                                                      |
| Jahr | Titel Album                                | DE | AT | CH | UK | IT | Anmerkungen                                                                                      |
| ---- | ------------------------------------------ | --- | --- | --- | --- | --- | ------------------------------------------------------------------------------------------------ |
| 1995 | Face It –                                  | — | — | — | UK90 (1 Wo.)UK | — | Erstveröffentlichung: 1995                                                                       |
| 1996 | X-Files The Album                          | DE19 (15 Wo.)DE | AT4 (18 Wo.)AT | CH2 (22 Wo.)CH | UK8 (8 Wo.)UK | — | Erstveröffentlichung: 19. März 1996                                                              |
| 1996 | Metropolis – The Legend of Babel The Album | DE97 (1 Wo.)DE | — | CH16 (5 Wo.)CH | — | — | Erstveröffentlichung: 11. Juni 1996                                                              |
| 1996 | Mission Impossible Theme The Album         | — | — | — | — | IT24 (1 Wo.)IT | Erstveröffentlichung: 1996                                                                       |
| 1997 | Coming Back –                              | — | — | — | UK63 (2 Wo.)UK | IT5 (4 Wo.)IT | Erstveröffentlichung: 1997 Platz 1 (17 Wochen) der italienischen M&D-Charts                      |
| 1998 | Give Me Love –                             | — | — | — | UK59 (2 Wo.)UK | IT3 (4 Wo.)IT | Erstveröffentlichung: 1998 vs. Michelle Weeks Platz 1 (16 Wochen) der italienischen M&D-Charts   |
| 1998 | Ready or Not –                             | — | — | — | UK51 (2 Wo.)UK | — | Erstveröffentlichung: 1998 mit Simone Jay Platz 3 (13 Wochen) der italienischen M&D-Charts       |
| 1999 | Forever –                                  | — | — | — | — | IT13 (1 Wo.)IT | Erstveröffentlichung: 1999 feat. Michelle Weeks Platz 13 (7 Wochen) der italienischen M&D-Charts |
| 2000 | Where Are You? –                           | — | — | — | — | IT15 (3 Wo.)IT | Erstveröffentlichung: 2000 mit Nu-B-Ja Platz 24 (7 Wochen) der italienischen M&D-Charts          |

Weitere Singles
- 1994: The Same
- 1996: Dreaming
- 1997: Revenge
- 1997: Millennium (DJ Dado & Dirty Minds)
- 1997: Shine on Your Crazy Diamond (D. D. Pink & DJ Dado)
- 1998: Give Me Love, Part Two
- 1999: One & Only (DJ Dado & Nina)
- 2001: You and Me (DJ Dado & J. White)
- 2002: X-Files Theme 2002 (DJ Dado vs. Light)
- 2004: Theme From The Warriors (DJ Dado feat. Dr Feelx)